# Getz/Gilberto
| Оценки критиков                     | Оценки критиков |
| Источник                            | Оценка          |
| ----------------------------------- | --------------- |
| AllMusic                            | [ 3 ]           |
| The Rolling Stone Jazz Record Guide | [ 4 ]           |

Getz/Gilberto — альбом американского саксофониста Стэна Гетца и бразильского гитариста Жуана Жилберту с участием бразильского композитора и пианиста Антониу Карлуса Жобина. Альбом также включает вокал Аструд Жилберту на двух треках: «Garota de Ipanema» и «Corcovado». Музыка альбома написана главным образом Жобином. Вышел в 1964 году на лейбле Verve Records. В США достиг 2 места в альбомном чарте «Билборда».
В 1964 году альбом стал первым в истории джазовым альбомом, победившим в престижной основной номинации «Грэмми» — «Альбом года». Также был отмечен победой в номинации «Best Engineered Recording, Non Classical». Кроме того, «Грэмми» получили ещё две песни с него: «Girl from Ipanema» как «Запись года» и «Desafinado» как «Лучшая инструментальная джазовая работа, индивидуальная или групповая».
Альбом Getz/Gilberto находится на 487 месте в списке 500 величайших альбомов всех времён по версии журнала «Роллинг Стоун» (список 2012 года).
В 1999 году альбом Getz/Gilberto (1964 год, Verve) был принят в Зал славы премии «Грэмми».

## Треки
Вся музыка за исключением «Doralice» и «Para machucar meu coração» написана А. К. Жобином.
| #  | Название                                  | Музыка / Текст                   | Длит. |
| -- | ----------------------------------------- | -------------------------------- | ----- |
| 1. | «The girl from Ipanema»                   | Жобин / Морайс                   | 5:24  |
| 2. | «Doralice»                                | Dorival Caymmi / António Almeida | 2:46  |
| 3. | «Para machucar meu coração»               | Ary Barroso / Barroso            | 5:05  |
| 4. | «Desafinado»                              | Жобин / Newton Mendonça          | 4:15  |
| 5. | «Corcovado (Quiet nights of quiet stars)» | Жобин / Жобин                    | 4:16  |
| 6. | «Só danço samba»                          | Жобин / Морайс                   | 3:45  |
| 7. | «O grande amor»                           | Жобин / Морайс                   | 5:27  |
| 8. | «Vivo sónhando»                           | Жобин / Жобин                    | 3:04  |